# Stanięcino
Stanięcino (kaszb. Staniãcëno lub Staniszëno, niem. Stantin) – wieś w Polsce położona w województwie pomorskim, w powiecie słupskim, w gminie Redzikowo.
W latach 1975–1998 miejscowość administracyjnie należała do województwa słupskiego.

## Nazwa
Nazwa, wzmiankowana po raz pierwszy w 1281, ma pochodzenie słowiańskie i charakter dzierżawczy. Powstała przez dodanie do nazwy osobowej Stanięta formantu -ino. Dawne zapisy nazwy pozwalają także na jej odczyt jako *Staniszyno, wyprowadzonej w ten sam sposób od nazwy osobowej Stanisz (Stanisław). Niemiecka nazwa Stantin jest niedokładną adaptacją fonetyczną nazwy słowiańskiej.
Rada Języka Kaszubskiego proponuje kaszubską formę Staniãcëno.